# Рашид Роккі
Рашид Роккі (араб. رشيد روكي‎, нар. 8 листопада 1974, Мохаммедія) — марокканський футболіст, що грав на позиції нападника.
Виступав, зокрема, за іспанські клуби «Севілья» та «Альбасете», а також національну збірну Марокко, з якою був учасником чемпіонату світу та Кубку африканських націй.

## Клубна кар'єра
У дорослому футболі дебютував 1996 року виступами за команду «Шабаб Мохаммедія», в якій провів два сезони.
Сезон 1998/99 він провів за іспанську «Севілью», а сезон 1999/90 — за іншу команду іспанської Сегунди «Альбасете».
У 2000 році Роккі перейшов в катарський «Аль-Хор». У сезоні 2002/03 він з 15 забитими голами став найкращим бомбардиром катарської ліги. У 2006 році марокканець став футболістом іншого місцевого клубу «Умм-Салаля», а в 2008 році повернувся в «Шабаб Мохаммедію».
Згодом грав у складі марокканських клубів ФЮС (Рабат) та «Атлетіко» (Агадір), а завершив професійну ігрову кар'єру у клубі «Моаммедія», за команду якого виступав протягом 2012—2013 років.

## Виступи за збірну
1998 року дебютував в офіційних матчах у складі національної збірної Марокко.
У складі збірної був учасником чемпіонату світу 1998 року у Франції, але на полі в рамках турніру так і не вийшов. Згодом був учасником Кубка африканських націй 2002 року у Малі, де провів два матчі групового етапу з Ганою і ПАР.
Протягом кар'єри у національній команді, яка тривала 5 років, провів у формі головної команди країни 18 матчів, забивши 4 голи.